# NGC 7192
NGC 7192 is een elliptisch sterrenstelsel in het sterrenbeeld Indiaan. Het hemelobject werd op 22 juni 1835 ontdekt door de Britse astronoom John Herschel.

## Synoniemen
- ESO 108-12
- PGC 68057